# Fairbanks House
La Fairbanks House à Dedham, dans le Massachusetts, est une maison historique construite en 1641, ce qui en fait la plus ancienne maison à ossature bois survivante en Amérique du Nord à avoir été vérifiée par des tests de dendrochronologie. Le colon puritain Jonathan Fairbanks a construit cette ferme pour son épouse Grace (Lee Smith) et leur famille. La maison a été occupée puis transmise à huit générations de la famille jusqu'au début du XXe siècle. Pendant plusieurs siècles, la partie originale a été élargie à mesure que les styles architecturaux ont évolué et que la famille a grandi.
Aujourd'hui, la maison Fairbanks appartient à la Fairbanks Family in America, une organisation à but non lucratif basée sur ses membres, qui l'exploite en tant qu'Historic house museum. L'association familiale a préservé et étudié sa maison ancestrale et ses collections depuis plus de 90 ans. La maison a été déclarée National Historic Landmark en 1960 et est inscrite au registre national des lieux historiques.

## Galerie

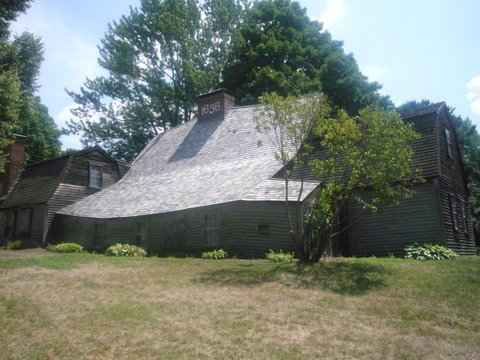
vue arrière de la maison, 2010
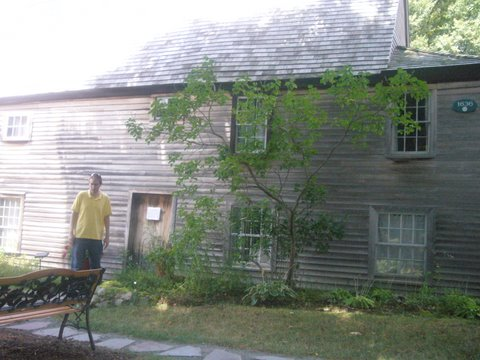
vue de face la partie de 1640 de la maison
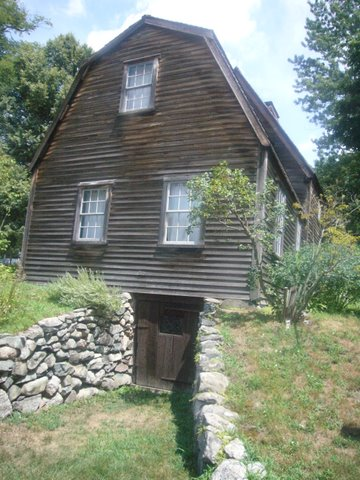
Extension ouest, construite vers 1790
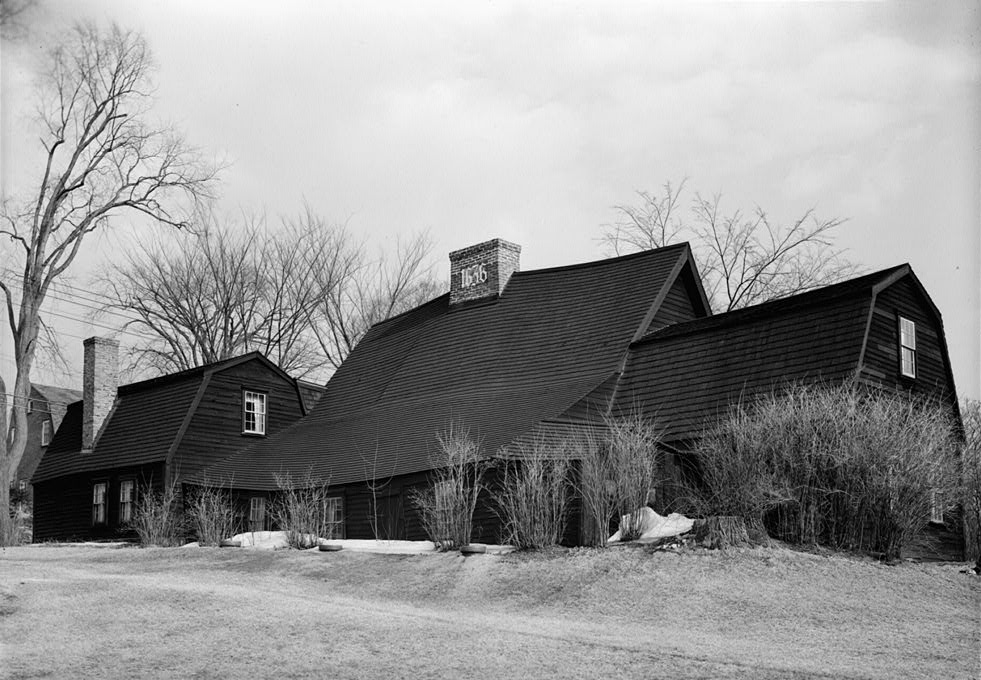
Vue arrière de la maison, 1940
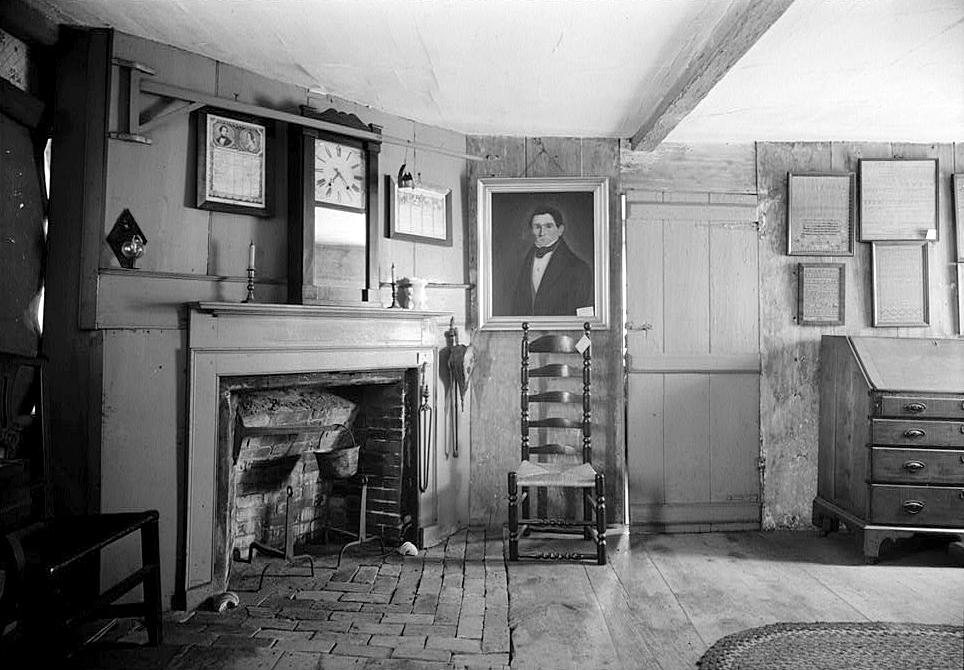
Salon du premier étage XVIIIe siècle
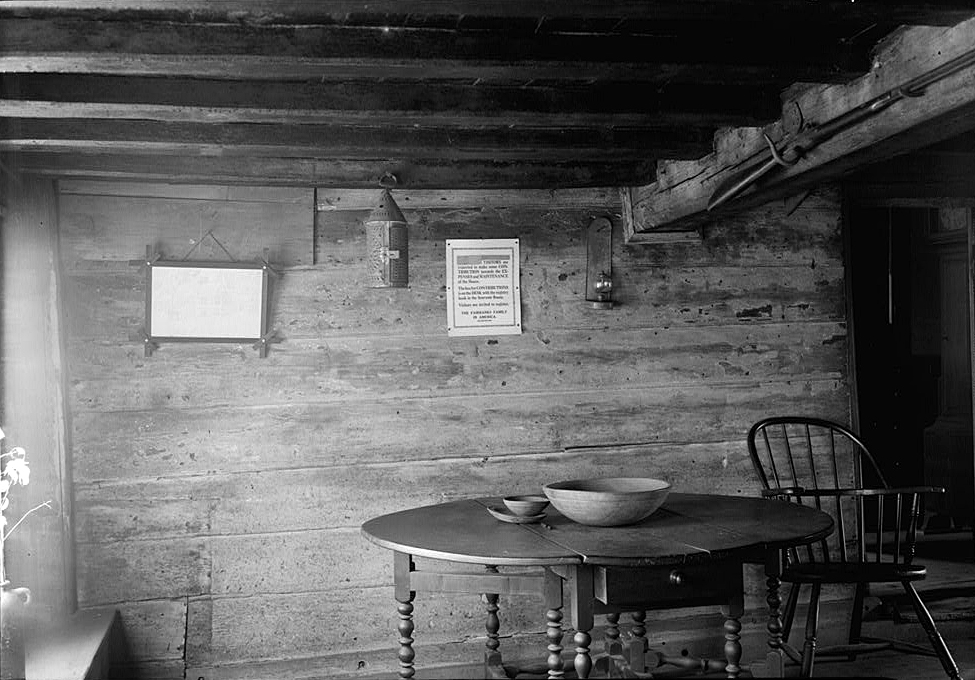
Mur ouest de la cuisine dans la partie centrale d'origine de la maison
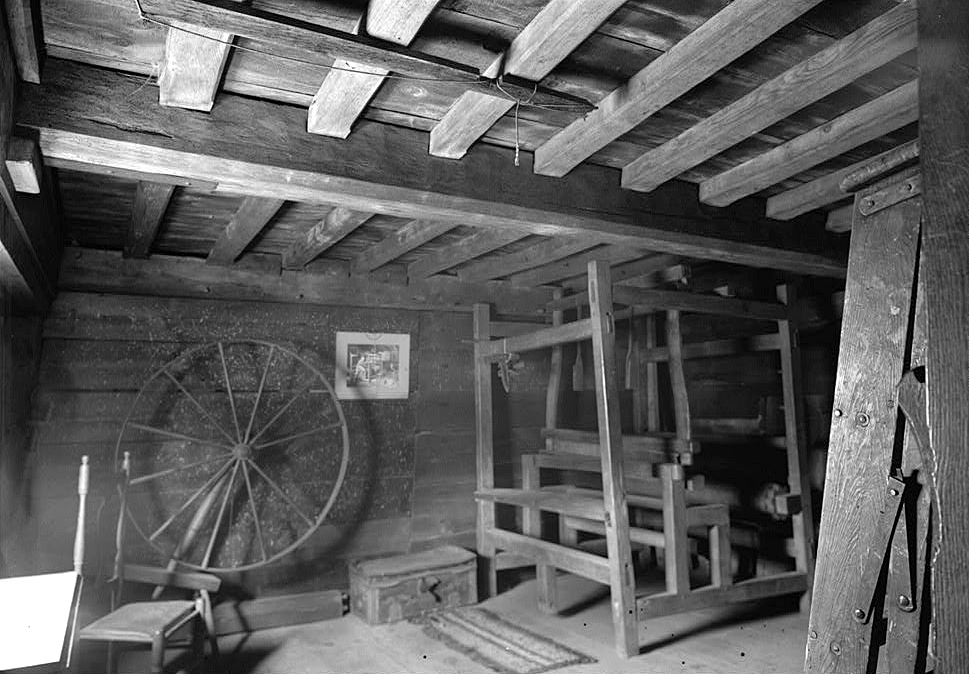
Salle de travail au deuxième étage dans la partie centrale d'origine de la maison
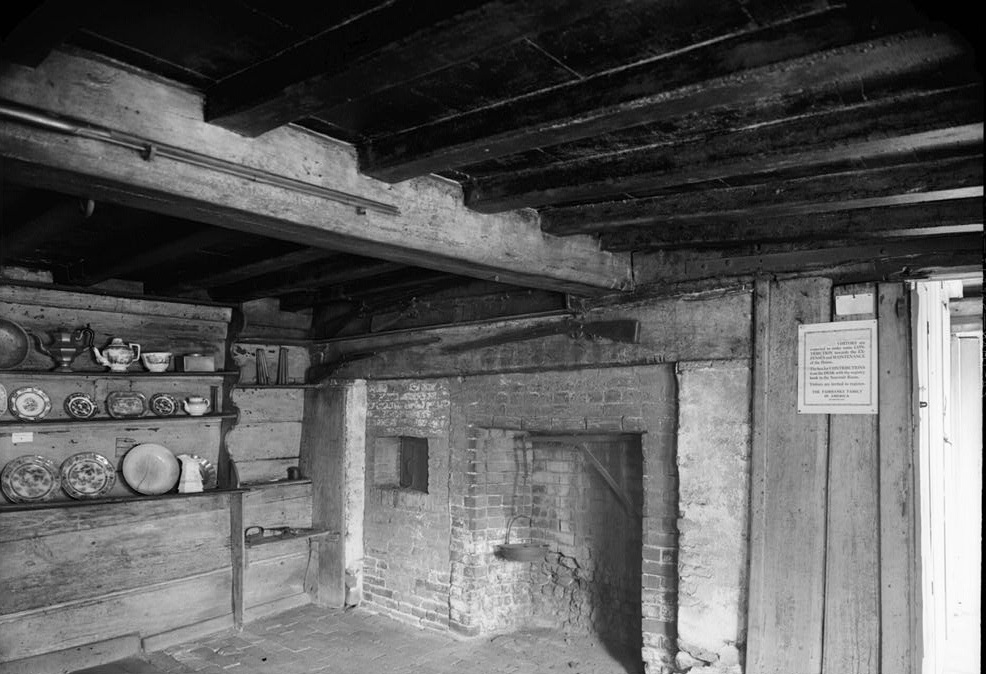
Cuisine